# Diphtherostomum macrosaccum
Diphtherostomum macrosaccum är en plattmaskart. Diphtherostomum macrosaccum ingår i släktet Diphtherostomum och familjen Zoogonidae. Inga underarter finns listade i Catalogue of Life.